# Callochiton bayeri
Callochiton bayeri is een keverslakkensoort uit de familie van de Callochitonidae. De wetenschappelijke naam van de soort is voor het eerst geldig gepubliceerd in 1998 door Schwabe.